# Methylobacterium symbioticum

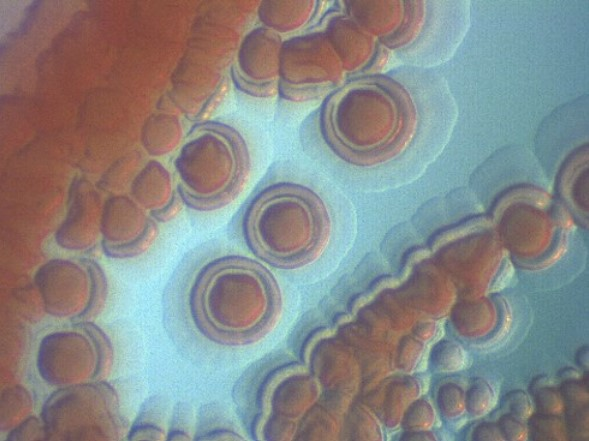
Vista microscópica de uma colônia de Methylobacterium symbioticum.

Methylobacterium symbioticum é uma bactéria gram (-), endófita e fotossintética com capacidade para fixar nitrogênio atmosférico. Caracteriza-se por sua capacidade de fornecer nitrogênio à planta do ar em forma natural através do complexo nitrogenase. Este micro-organismo consegue uma rápida colonização da filosfera da planta em estados iniciais de desenvolvimento assentando no interior das células fotossintéticas.
A bactéria tem a capacidade de converter o nitrogênio atmosférico (N2) em amônio (NH4+) através de um processo regido pelo complexo enzimático nitrogenasa, permitindo à planta sua metabolização diretamente em aminoácido de maneira constante durante toda a temporada de cultivo.
Isolada e caracterizada pela empresa Symborg, esta espécie tem sido utilizada para desenvolver BlueN, o primeiro biofertilizante de nitrogênio registrado a nível mundial que permite contribuir nitrogênio de maneira biológica na maioria dos cultivos de interesse agronômico. Isto tem permitido a agricultores de todo mundo e em diferentes condições melhorar a eficiência do uso do nitrogênio e reduzir o impacto meio ambiental sócio à fertilização nitrogenada dos cultivos.
Por outra parte, a fixação biológica de nitrogênio atmosférico de Methylobacterium symbioticum consegue que a planta não tenha a necessidade de tomar todo o nitrogênio via absorção radicular, diminuindo a despesa energética da via enzimática nitrato reductasa, já que converteria menor quantidade de nitrato em amônio dentro da planta. Desta forma, a planta pode utilizar essa energia economizada no seu crescimento vegetal.
Methylobacterium symbioticum também tem outros efeitos positivos na planta. A partir do consumo de metanol gerado na degradação dos grupos metilos presentes nas pectinas, permite retardar o envelhecimento das células vegetais e prolongar o período fotossintético efetivo.
A bactéria Methylobacterium symbioticum formulada no biofertilizante de nitrogênio BlueN promove um programa de fertilização nitrogenada rentável e mais sustentável, já que ajuda a proteger o meio ambiente da contaminação derivada do uso do nitrogênio como primeiro elemento nutricional dos cultivos depois da água.
A eficácia da cepa foi validada globalmente em uma ampla variedade de culturas, como grandes cultivos, horticultura ou.